# Crossroads 2: Live in the Seventies
Crossroads 2: Live in the Seventies è il settimo album live di Eric Clapton, si tratta di un cofanetto di registrazioni Live del periodo 1974-78, fu pubblicato nel 1996 dalla Polydor Records. Il cofanetto è composto da quattro CD, nei quali vengono riprodotte le esibizioni Live della carriera musicale di Eric Clapton degli anni 1970 insieme a 4 tracce registrate in studio, ma non pubblicate, dello stesso periodo.

## Tracce

### Disco 1
1. Walkin' Down The Road – 5:15 (studio outtake)
Studio outtake registrata nel maggio 1974 ai Criteria Studios per 461 Ocean Boulevard
2. Have You Ever Loved A Woman – 7:41
Registrata il 19 luglio, 1974 alla Long Beach Arena
3. Willie & The Hand Jive /Get Ready – 11:42
4. Can't Find My Way Home – 5:19
5. Driftin' Blues/Rambling On My Mind – 11:36
6. Presence Of The Lord – 8:48
Tracce 3-6 registrate il 20 luglio, 1974 alla Long Beach Arena
7. Rambling On My Mind/Have You Ever Loved A Woman – 8:16
8. Little Wing – 6:43
Tracce 7-8 registrate il 4 dicembre, 1974 alla Hammersmith Odeon
9. The Sky Is Crying/Have You Ever Loved A Woman/Rambling On My Mind – 7:39
Registrata il 5 dicembre, 1974 alla the Hammersmith Odeon

### Disco 2
1. Layla – 5:38
2. Further On Up The Road – 4:31
3. I Shot The Sheriff – 10:21
4. Badge – 10:42
Tracce 3-4 registrate il 28 giugno, 1975 alla Nassau Coliseum
5. Driftin' Blues – 6:58
6. Eyesight to the Blind / Why Does Love Got To Be So Sad? – 24:19
Tracce 1-2,5-6 registrate il 25 giugno, 1975 alla Providence Civic Center

traccia 6 con il chitarrista Carlos Santana

### Disco 3
1. Tell The Truth – 8:57
2. Knockin' on Heaven's Door – 5:20
3. Stormy Monday – 13:02
Tracce 1-3 registrate aprile, 1977 alla Hammersmith Odeon
4. Lay Down Sally – 5:23
5. The Core – 9:13
6. We're All The Way – 2:55
7. Cocaine – 6:37
Tracce 4,6,7 registrate 12 febbraio, 1978 a Santa Monica Civic Auditorim
8. Goin' Down Slow / Rambling On My Mind – 13:45
Tracce 5,8 registrate 11 febbraio, 1978 a Santa Monica Civic Auditorium
9. Mean Old Frisco – 5:53
Traccia 9 registrata 21 marzo, 1978 alla Savannah Civic Center

### Disco 4
1. Loving You Is Sweeter Than Ever – 4:23
2. Worried Life Blues – 5:58
3. Tulsa Time – 4:31
4. Early In The Morning – 6:19
5. Wonderful Tonight – 6:24
6. Kind Hearted Woman – 5:17
Tracce 3-6 registrate il 24 novembre, 1978 alla Apollo Theatre, Glasgow
7. Double Trouble – 11:06
8. Crossroads – 5:20
Tracce 1,2,7,8 registrate il 28 novembre, 1978 alla Victoria Hall, Hanley
9. To Make Somebody Happy – 5:11 (studio outtake)
10. Cryin' – 2:54 (studio outtake)
11. Water On The Ground – 2:59 (studio outtake)
Tracce 9-11 sono studio outtakes registrate il 28 dicembre, 1978 agli Olympic Studios for Backless